# SS Drottningholm
O SS Drottningholm foi um transatlântico operado pela Allan Line, um dos primeiros a possuir propulsão a vapor. Durante seus vários anos de atividade prestou diversos serviços e foi destaque em inúmeros eventos, sendo convertido em um cruzador auxiliar e tendo sobrevivido a um ataque de um u-boot.
Ele recebeu um sinal do Titanic enquanto este estava naufragando, porém estava a cerca de 330 quilômetros ao norte do local e navegando na direção oposta. Após o naufrágio do Titanic, surgiram teorias conspiratórias afirmando que o Virginian, como ele era chamado durante seu serviço para a Allan Line, teria rebocado o Titanic para uma localização segura. Isso foi desmentido posteriormente pela sua tripulação, bem como a do Carpathia, outro navio envolvido no fato.
Não obstante a isso, foi como navio de repatriação durante a primeira e segunda guerras que ganhou grande notoriedade. Isso se deve ao estado de neutralidade da Suécia durante o conflito, o que permitiu que agisse como terceiro nas negociações de troca de prisioneiros. É creditado a ele, em seus anos na SAL, o transporte de 192 735 passageiros em viagens transatlânticas e 12.882 em cruzeiros. Também teria participado de quatro resgates no mar. Em 1955 foi sucateado, tornando-se o último navio com alguma relação com o naufrágio do Titanic a ser desmontado.

## Características gerais
A Allan Line encomendou o Victorian e o Virginian junto à Workman, Clark and Company, em Belfast. Mas a fabricante não encontrou mão de obra suficiente para construir os dois navios a tempo, então o pedido do Virginian foi transferido para a Alexander Stephen and Sons, em Linthouse, no rio Clyde.
O Virginian foi lançado em 25 de agosto de 1904, quatro meses depois do Victorian. A conclusão do Victorian tinha sido atrasada por problemas de desempenho com suas turbinas. Os dois irmãos foram finalizados em março de 1905.
Quando construído, o Virginian tinha três turbinas Parsons. O vapor de exaustão alimentava um par de turbinas de baixa pressão. As três turbinas combinadas deram a ele uma potência total de doze mil cavalos. Porém essas turbinas, como aquelas no King Edward, moviam as hélices diretamente, sem redutores de velocidade. Como resultado, o Virginian sofreu cavitação, o que não só impedia a propulsão, mas também danificava as hélices. Ele também tendia a adernar violentamente em mares agitados.
O Virginian tinha 157,6 metros de comprimento, a boca media 18,3 metros e o calado 11,6 metros. Ele tinha vagas para 1 912 passageiros, dos quais 426 na primeira classe, 286 na segunda classe e mil na terceira classe.

## Histórico de serviço

### Antecedentes
O primeiro navio mercante de turbina a vapor do mundo, o TS King Edward foi lançado em 1901 e se tornou um sucesso tecnológico e comercial, mas era apenas um navio a vapor de excursão de 502 toneladas que fazia viagens de curta distância, e seus custos operacionais - e, portanto, as tarifas dos passageiros - eram mais altas do que as de seus concorrentes com motores alternativos convencionais.
No entanto, em outubro de 1903, a Allan Line anunciou que havia encomendado um par de novos navios de dez mil toneladas, que seriam movidos a vapor e teriam o mesmo arranjo de três hélices do King Edward. Em 28 de janeiro de 1904, sete meses antes do lançamento do Victorian, o governo do Canadá anunciou que havia concedido à Allan Line um contrato de correio transatlântico.
O contrato canadense exigia um serviço regular programado com quatro navios. A Allan Line alocou os novos Victorian e Virginian, que ainda estavam sendo construídos, e seus navios de dez mil toneladas Baviera e Tunisiana para a tarefa. O subsídio seria de cinco mil dólares por viagem para o Baviera e Tunisiana, e dez mil dólares por viagem para cada um dos novos navios.

### RMSVirginian
O Virginian iniciou sua viagem inaugural de Liverpool em 6 de abril de 1905, duas semanas depois do Victorian. Ele atracou no dia seguinte em Moville, na Irlanda, e chegou a Halifax, Nova Escócia, na manhã de 14 de abril. Dois meses depois, o Virginian estabeleceu um recorde de duração de viagem na direção oeste, deixando Moville às 14h de 9 de junho, chegando a Cabo Race às 21h de 13 de junho, mesmo tendo reduzido sua velocidade devido a um nevoeiro. Em 1912, o Virginian foi equipado para telegrafia sem fio, operando nos comprimentos de onda de trezentos a seiscentos metros. Seu indicativo de chamada era MGN.
Quando o RMS Titanic afundou em 15 de abril de 1912, o Virginian estava a cerca de 330 quilômetros ao norte dele, navegando na direção oposta. Às 23h10 (00h40 na hora do navio), a estação de rádio da Marconi Company, em Cabo Race, transmitiu mensagens de socorro do Titanic para o Virginian, cujo mestre, o capitão Gambell, mudou de curso para tentar chegar ao local. O Virginian também recebeu sinais de socorro diretos do Titanic. sendo o  último destes à 00h27 horas (01h57 horas pelo horário do navio), e "esses sinais foram borrados e terminaram abruptamente".
O RMS Carpathia chegou na posição do naufrágio e resgatou 705 sobreviventes. Houve um falso relato de que o Virginian resgatou alguns passageiros e os transferiu para o Carpathia. Na verdade, o Virginian não chegou a tempo de ajudar. Houve também um relatório falso de que o Virginian havia levado o Titanic a reboque, que todos passageiros do Titanic estavam seguros e que Herbert Haddock, mestre do RMS Olympic, teria sido a fonte. Haddock, no entanto, considerou tudo "uma invenção flagrante".
O capitão Gambell disse que o Virginian passou onde o Titanic afundou "a uma distância de seis ou sete milhas", mas não conseguiu se aproximar, pois "o gelo estava compactado [...] e haveria grande perigo em se aproximar. Nenhum barco, pacote ou destroços foram vistos." Gambell disse que o Virginian navegou trezentos quilômetros em direção ao Titanic, até que às 10h o Carpathia sinalizou para o Virginian: "Volte. Tudo bem, tenho oitocentos a bordo. Volte para o seu caminho".
Em 29 de maio de 1914, a Canadian Pacific perdeu o RMS Empress of Ireland em uma colisão com o cargueiro Storstad, em que 1 024 pessoas morreram. A Canadian Pacific fretou o Virginian da Allan Line para substituí-lo. A carta foi extraviada devido à Primeira Guerra Mundial, que começou em 28 de julho. Isso atrasou sua transferência.
A partir de agosto de 1914, o governo do Reino Unido usou o Virginian como um navio de tropas. Então, em dezembro, o almirantado britânico o requisitou e o converteu em um cruzador mercante armado. Inicialmente, seu armamento era de oito canhões QF de 119,38 milímetros e seu número de amura era M 72. Ele foi comissionado como HMS Virginian em 10 de dezembro de 1914.
O Virginian juntou-se ao 10.º Esquadrão de Cruzadores, com o qual esteve na Patrulha do Norte de dezembro de 1914 até o final de junho de 1917. Ele patrulhou principalmente ao redor das Ilhas Faroe e na parte norte das Abordagens Ocidentais. Em 1915, ele ocasionalmente patrulhou o Mar da Noruega e as costas leste e sul da Islândia.

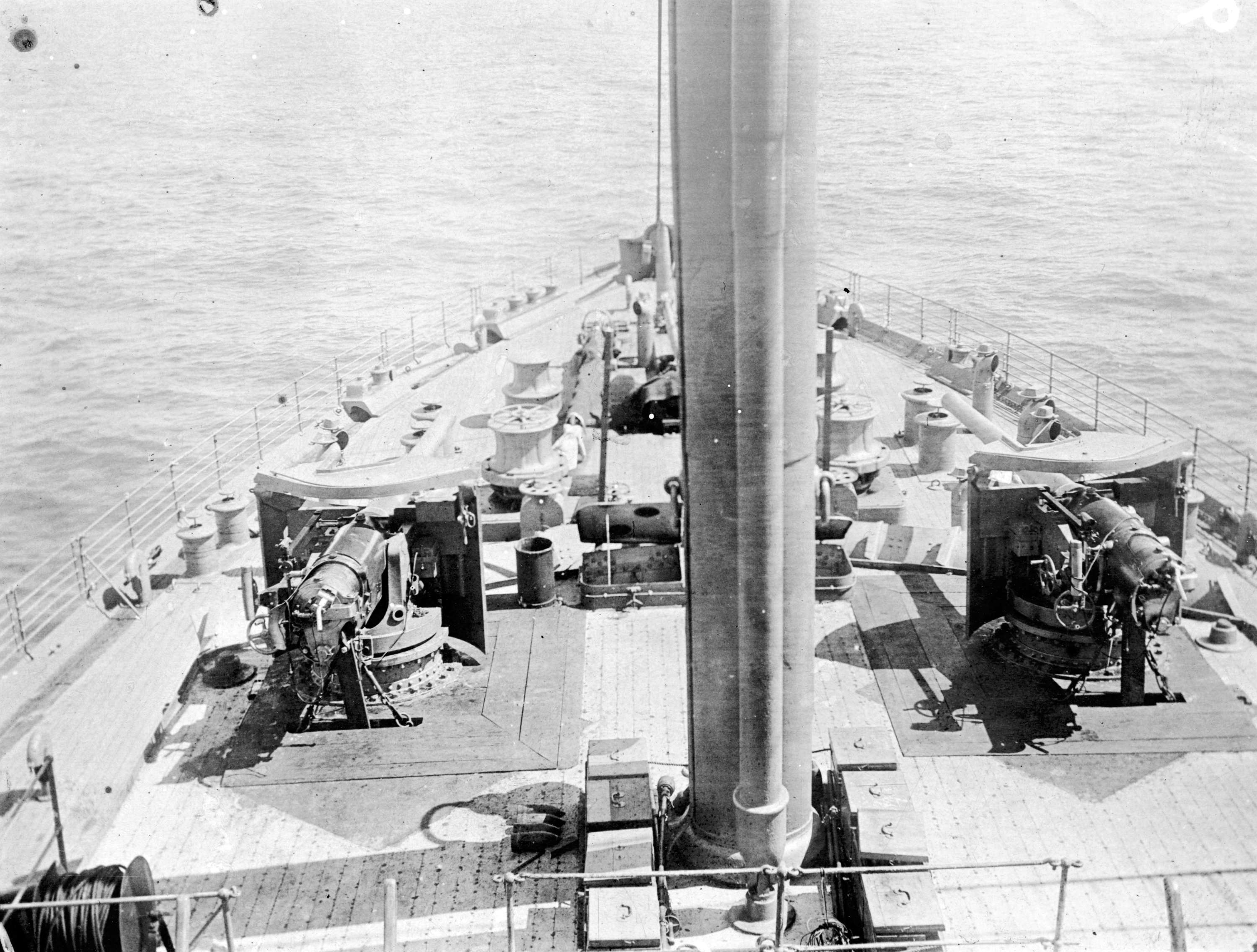
Canhões QF no castelo de proa de um cruzador mercante armado na Primeira Guerra Mundial

Em outubro 1915, duas das armas de 119,38 milímetros do Virginian foram substituídas por armas de seis libras. Em 16 de junho de 1916, o Virginian chegou ao Canada Dock, em Liverpool, para que seus canhões restantes fossem substituídos por seis canhões navais BL de 152,4 milímetros. Ele ficou lá por pouco mais de dois meses, até 18 de agosto, com o Almirantado se preocupando com o fato de a conversão levar um tempo excessivamente longo. Em outubro de 1916, o armamento do Virginian também incluía cargas de profundidade.
Em 19 de agosto de 1917, o Virginian deixou Liverpool escoltando um comboio, que fez escala em Lough Swilly de 20 a 21 de agosto. Os submarinos atacaram o comboio na costa de Donegal. O SM-U-53 torpedeou o Devonian às 11h52, que afundou às 12h45, cerca de 37 quilômetros a nordeste da Ilha Tory. O U-53 também afundou o Roscommon.
Às 13h12, o Virginian avistou um periscópio na proa de estibordo e virou-se para enfrentar o submarino. Era o SM U-102, que atingiu o Virginian com um torpedo a estibordo, matando três de seus tripulantes. Os pentes de suas armas de 159 milímetros e parte de seu porão número cinco foram inundados, mas o Virginian continuou à tona. A tripulação tentou retornar a Lough Swilly, mas isso se provou difícil de executar. O destróier HMS Rob Roy tentou ajudar, mas falhou. No entanto, o Virginian conseguiu chegar a Lough Swilly e ancorou às 20h48. Após ancorar, passou por reparos temporários e, em 5 de setembro de 1917, retornou a Liverpool, onde esteve em doca seca de 7 de setembro a 16 de novembro, voltando ao mar em 4 de dezembro.
Em 1918, seu número de flâmula foi alterado duas vezes: para MI 95 em janeiro e MI 52 em abril. Ele continuou a escoltar comboios transatlânticos até o Armistício. Ele chegou a Liverpool em 30 de novembro de 1918 e foi desativado algum tempo depois. A Canadian Pacific assumiu o controle da Allan Line em 1917. O Almirantado liberou o Virginian para seus novos proprietários e, em 1919, ele foi registrado em Montreal.

### SSDrottningholm
Em 1920, a Svenska Amerikan Linie comprou o Virginian, supostamente pelo equivalente a 100 mil dólares, e o renomeou como Drottningholm, em homenagem a uma pequena comunidade perto de Estocolmo, que inclui o palácio real Drottningholm. A Götaverken, em Gotemburgo, remodelou o Drottningholm e melhorou particularmente sua acomodação de terceira classe. Após sua reforma, ele tinha beliches para 280 pessoas, trezentos passageiros de segunda classe e setecentos passageiros de terceira classe. Sua primeira viagem ocorreu no final de maio, e chegou a Nova York pela primeira vez em 9 de junho. Ele manteve sua notoriedade por adernar, e seu novo nome inspirou o apelido "Rollingholm" ou "Rollinghome" (uma referência a seus constantes adernamentos).
A SAL transportou um número significativo de imigrantes suecos para os EUA, mas na década de 1920 as novas leis de imigração dos EUA afetaram o comércio transatlântico. Em maio de 1921, o Governo Federal implementou a Lei de Cota de Emergência e atribuiu à Suécia uma cota de 20 mil imigrantes por ano. Apenas dois meses depois, em 15 de Julho, as autoridades de imigração em Nova Iorque tinham detido 78 passageiros de segunda classe do Drottningholm na chegada. Depois de quatro horas, chegou uma mensagem de Washington, DC, confirmando que a cota para a Suécia não havia sido cumprida e todos os 78 tiveram permissão para desembarcar.
Em 1922, a Götaverken equipou o Drottningholm com novas turbinas A/B De Lavals Ångturbin. Elas eram menos potentes do que suas turbinas Parsons originais, porque a SAL queria economizar combustível, mas ele ainda podia chegar a 31 quilômetros por hora. A Götaverken também substituiu seu acionamento direto por uma engrenagem de redução única, que finalmente resolveu seu problema de cavitação. Ao mesmo tempo, a Götaverken ampliou sua superestrutura estendendo o convés da ponte para a popa. O Drottningholm voltou ao serviço em 1923.
Em 8 de janeiro de 1935, enquanto o Drottningholm atracava no nevoeiro no pier oeste de número 57 em Nova Iorque, um cabo de aço arranhou uma de suas hélices. Sua viagem de volta foi adiada de 12 para 15 de janeiro para permitir que ele fosse reparado em doca seca.
Na Segunda Guerra Mundial, a Suécia era neutra e, até dezembro de 1941, os Estados Unidos também eram. No início, o Drottningholm continuou o serviço entre Gotemburgo e Nova York. No final de janeiro de 1940, ela se tornou o único navio de passageiros da SAL ainda operando entre Gotemburgo e Nova York. Em 3 de fevereiro, 150 voluntários finlandeses-americanos e finlandeses-canadenses partiram de Nova York no Drottningholm. Mais tarde na guerra, os EUA, Reino Unido e França o fretaram para repatriar civis internados, prisioneiros de guerra e diplomatas entre os dois lados beligerantes. Ele também transportava prisioneiros de guerra e civis para a Cruz Vermelha.
Uma fonte afirma que o Drottningholm repatriou 14 093 pessoas. Outra diz que fez quatorze viagens e repatriou cerca de 18 160 pessoas. Outra afirma que entre 1940 e 1946 ela fez trinta viagens e transportou cerca de 25 mil pessoas. A discrepância pode ser porque, em agosto de 1945, voltou das viagens fretadas para sua rota comercial regular Gotemburgo - Nova York, mas continuou a transportar refugiados da Europa para a América do Norte.
Em março de 1942, o Departamento de Estado dos Estados Unidos e a Comissão Marítima dos Estados Unidos fretaram o Drottningholm para transportar passageiros de diversas nações (incluindo as do Eixo); isso foi facilitado pelos governos suíço e sueco e com a cooperação de quinze repúblicas latino-americanas que também ainda não tinham rompido as relações com o Eixo. Em sua primeira viagem para o leste, ele partiu de Nova York em 7 de maio de 1942 para Lisboa, levando cidadãos búlgaros, alemães, italianos e romenos, incluindo embaixadores e diplomatas. Em sua primeira viagem para oeste, ele partiu de Lisboa em 22 de maio, chegando a Nova York em 1 de junho. Seus passageiros incluíam os diplomatas americanos Leland B. Morris e George F. Kennan.
O Drottningholm iniciou sua segunda travessia para o leste de Jersey City em 3 de junho de 1942 transportando 985 cidadãos do Eixo, incluindo diplomatas. Em 12 de junho chegou a Lisboa, onde foi detido para aguardar os trens dos países do Eixo que transportavam pessoas para repatriação para as Américas. Em 21 de junho, ele embarcou de 941 a 949 passageiros em Lisboa para repatriação para a América do Norte e do Sul. Muitos foram libertados dos campos de concentração nazistas.
Quando o Drottningholm chegou a Nova York em 30 de junho de 1942, autoridades de imigração dos EUA e pessoal de inteligência militar e naval entraram a bordo e impediram seus passageiros de desembarcar até que eles revistassem o navio e questionassem cada um dos passageiros. Eles incluíam 470 cidadãos norte-americanos, 110 diplomatas e cidadãos sul-americanos e um grupo de mulheres canadenses resgatadas do transatlântico egípcio Zamzam, que o cruzador auxiliar alemão Atlantis havia afundado em abril de 1941.

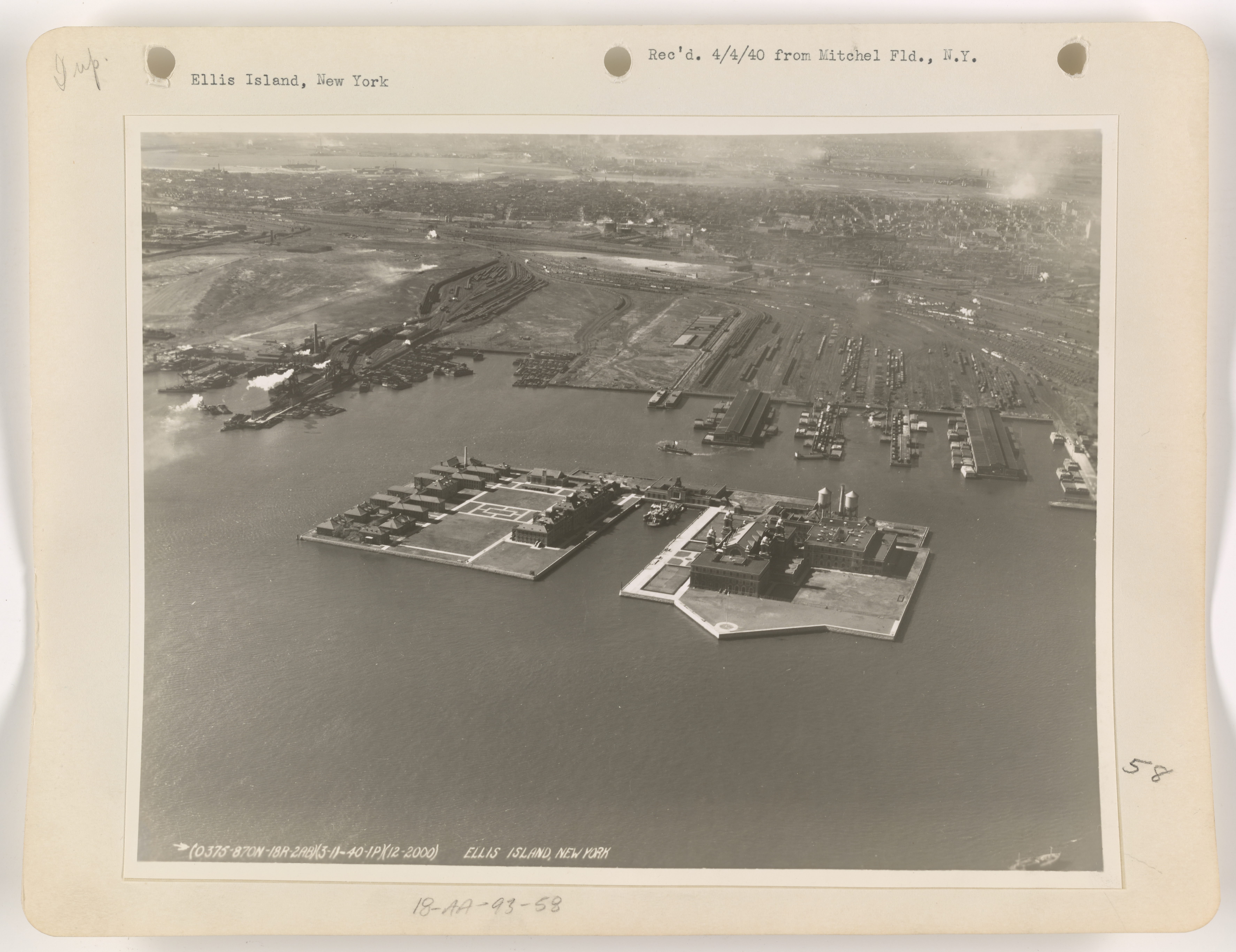
Ilha Ellis na década de 1940

As autoridades dos EUA libertaram cerca de 125 passageiros em 2 de julho e os permitiram desembarcar. A primeira a ser libertada foi a repórter Ruth Knowles, que havia escapado da execução pela Gestapo depois de passar um ano servindo com os chetniks, resistindo à ocupação alemã e italiana da Iugoslávia. Em 3 de julho, cerca de setecentos passageiros ainda estavam detidos a bordo. E, até 8 de julho, cerca de quatrocentos foram libertados, mas trezentos foram detidos na Ilha Ellis até que seus casos fossem decididos.
No final de junho de 1942, o governo nazista retirou sua garantia de passagem segura para o navio, o que impediu novas trocas. Em 15 de julho o Drottningholm deixou Nova York com destino a Gotemburgo, carregando pelo menos oitocentos cidadãos do Eixo. A maioria era alemã ou italiana, além de alguns búlgaros e romenos.

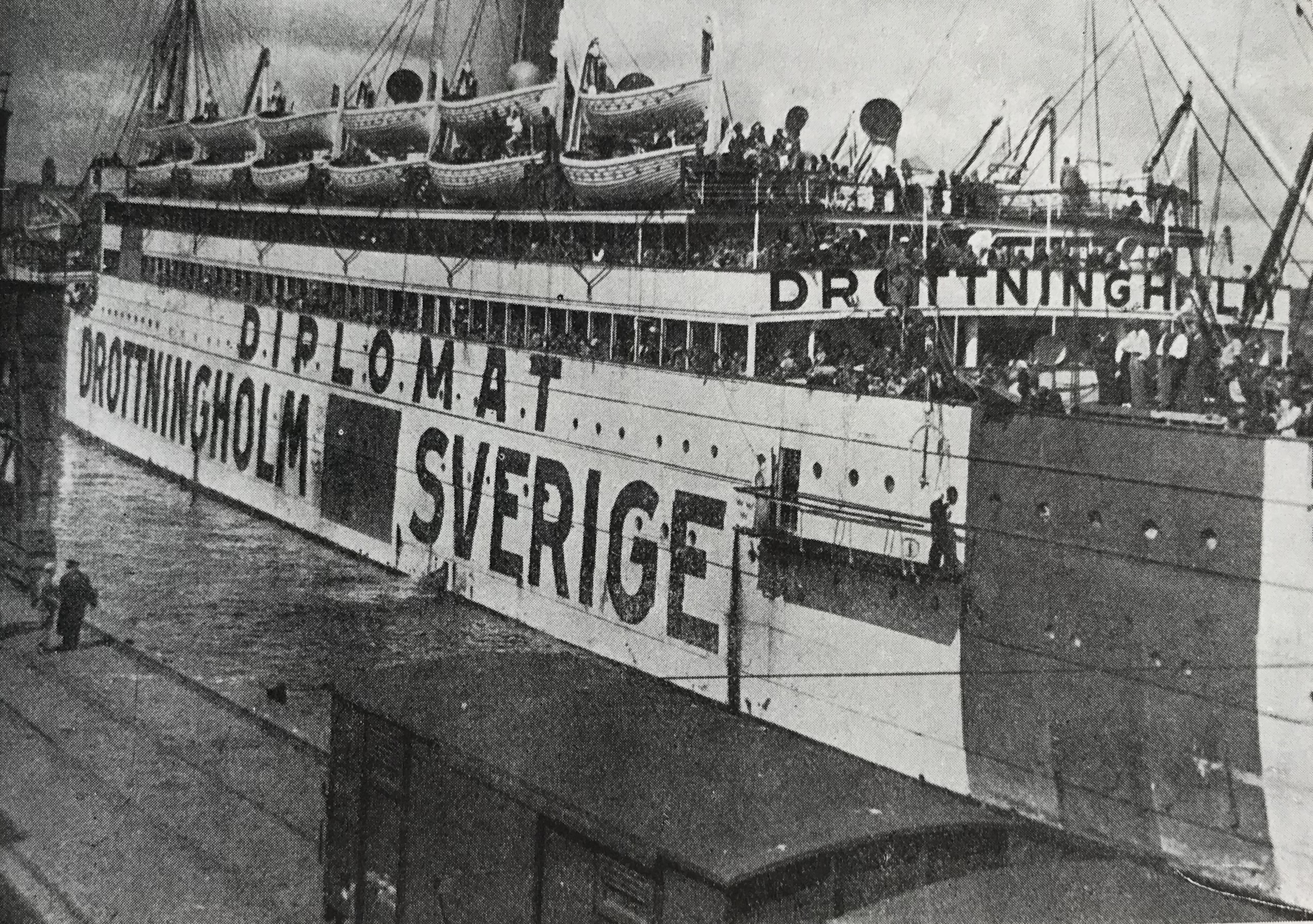
O Drottningholm com seu casco branco em Gotemburgo em 1943 ou 1944

O Drottningholm continuou a servir o Reino Unido e a França como um navio de repatriação. Seu casco branco estava estampado em ambos os lados com seu nome e "Sverige" (Suécia) em grandes letras maiúsculas, entre as quais havia listras de azul e amarelo, as cores da bandeira sueca, e acima a palavra "Diplomata". Como um navio neutro, ele estava totalmente iluminado para que suas marcações pudessem ser facilmente vistas. Em 1945, a palavra "Diplomata" foi substituída por "Freigeleit" (Protegido).
Em outubro de 1943 o Drottningholm e o Empress of Russia chegaram ao Estuário do Forth carregando um total de cerca de quatro mil prisioneiros de guerra aliados. Eles apelidaram Drottningholm de "Trotting Home" (uma referência ao fato de eles estarem sendo levados de volta para seus países de origem).
Em 15 ou 16 de março de 1944, o Drottningholm chegou a Jersey City vindo de Lisboa com 662 passageiros, incluindo 160 civis do campo de internação de Vittel, 35 a 36 militares americanos feridos e um grupo de diplomatas americanos da antiga França de Vichy, que a Alemanha e a Itália ocupavam desde novembro de 1942. Os internados liberados de Vittel incluíam Mary Berg e sua família. Sua viagem anterior para o leste havia devolvido cerca de 750 alemães à Europa.
No verão de 1944, o governo suíço facilitou um acordo entre os governos alemão e britânico para repatriar quase todos os cidadãos civis internados um do outro. O Drottningholm foi fretado, e em 11 de julho chegou a Lisboa transportando novecentos cidadãos alemães que haviam sido internados na África do Sul. Ele deveria então esperar três trens que transportavam cidadãos do Reino Unido da Europa ocupada pelos alemães. Novecentos civis e prisioneiros de guerra do Reino Unido foram trazidos de trem sob proteção da Cruz Vermelha Internacional de países ocupados pela Alemanha para Lisboa.
No entanto, no verão de 1944, a resistência francesa estava no auge, sabotando o transporte ferroviário e rodoviário na França, e especialmente no sudoeste em direção à fronteira espanhola. Os trens com prisioneiros deixaram a Alemanha em 6 de julho, mas lutavam para cruzar a França. Em 16 de julho, eles ainda não haviam chegado; com isso, o Reino Unido estava ameaçando devolver os internados alemães à África do Sul no Drottningholm. No entanto, em 21 de julho, trens transportando 414 britânicos e outros evacuados da Alemanha chegaram a Irún, na fronteira espanhola, onde mudaram para trens espanhóis para continuar em direção a Lisboa. Em 4 de agosto pôde deixar Lisboa, levando-os para a Inglaterra.

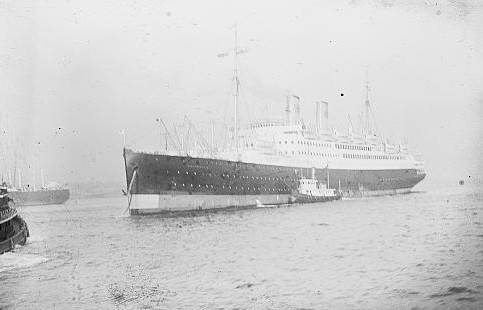
O da SAL também repatriou cidadãos de ambos os lados da guerra

Em setembro de 1944, a Cruz Vermelha sueca organizou uma troca de 2 345 prisioneiros de guerra aliados por um número semelhante de alemães. Os prisioneiros de guerra aliados seriam trazidos por mar e terra para Gotemburgo, onde embarcariam no Drottningholm, Gripsholm e no navio de tropas britânico Arundel Castle. Quando os prisioneiros aliados chegaram a Gotemburgo, seu número era de 2 600.
Em março de 1945, o Reino Unido e a Alemanha concordaram, através de intermediários suíços e suecos, em outra troca de internos civis através do Drottningholm. Em 15 de março, deixou Gotemburgo levando internos do Reino Unido, diplomatas argentinos e turcos, cidadãos portugueses e 212 internos libertados das Ilhas do Canal. Ele desembarcou cidadãos do Reino Unido em Liverpool em 23 de março e então levou os argentinos e portugueses para Lisboa e os turcos para Istambul. Em 11 de abril, chegou a Istambul, embarcando 137 judeus e turcos que haviam sido libertados dos campos de concentração de Ravensbrück e Bergen-Belsen como parte de uma troca de prisioneiros. As autoridades turcas recusaram temporariamente a entrada de 119 de seus passageiros. No dia 3 de maio, véspera da rendição incondicional alemã, o Drottningholm estava em Lisboa, onde deveria embarcar duzentos alemães para serem repatriados. Mas 61 deles recusaram-se a ir, e as autoridades portuguesas os avaliaram como refugiados civis.

### Serviço pós-guerra
O Drottningholm recomeçou seu serviço na rota Gotemburgo – Liverpool – Nova York no final de agosto de 1945. Em 22 de julho de 1946 completou sua primeira viagem equipada com um radar, de Gotemburgo a Nova York. Naquele agosto, o Drottningholm e o Gripsholm retomaram um serviço direto quinzenal entre Gotemburgo e Nova York. Em 16 de setembro de 1946, uma disputa trabalhista em Nova York acabou envolvendo o Drottningholm. 24 policiais cercaram dez piquetes da União Marítima Nacional para separá-los dos homens da Associação Internacional de Estivadores, que cruzaram a linha de piquete para trabalhar no navio.
Em 29 de outubro de 1946, a SAL anunciou que no final do ano venderia o Drottningholm e que seus compradores o registrariam no Panamá e o operariam entre Gênova e Argentina. No entanto, a venda dependia de que houvesse outro navio para substituí-lo. O MS Stockholm, seu substituto, foi lançado em 6 de setembro, mas não entrou em serviço até fevereiro de 1948, o que atrasou a saída do Drottningholm. O preço de venda não foi divulgado, mas foi relatado como sendo da ordem de um milhão de dólares americanos.
Em fevereiro de 1948, o Drottningholm foi registrado como tendo feito 220 travessias transatlânticas para a SAL, transportando 192 735 passageiros transatlânticos e levado 12 882 pessoas em cruzeiros. Ele também teria participado de quatro resgates no mar, incluindo dois de navios noruegueses chamados Solglimt e Isefjell.
A última travessia do Drottningholm para a SAL levou onze dias. Ele resistiu a três tempestades, foi forçado a pôr através por 43 horas, estando coberto de gelo quando chegou a Nova York dois dias depois, em 11 de fevereiro de 1948. Seu capitão, John Nordlander, chamou de "a pior passagem que ele teve em 350 travessias do Atlântico". O navio deixou Nova York para sua última travessia para o leste como Drottningholm em 13 de fevereiro.

### Brasil
A empresa que comprou o Drottningholm em 1948 renomeou-o como "Brasil" e o registrou no Panamá; segundo vários relatos, foi a Panamanian Navigation Company ou a South American Lines. Também era especulado que a empresa compradora estava associada à Italian Home Lines, com a SAL sendo um dos principais acionistas. Sua rota era entre Gênova e Rio de Janeiro.
Em 1951, o navio foi reformado na Itália com acomodações modernas e mais espaçosas para menos passageiros e tonelagem reduzida. Sua propriedade foi transferida para a Mediterranean Lines, a Hamburg America Line o fretou, renomeou-o como Homeland e o colocou em uma rota entre Hamburgo e Nova York via Southampton e Halifax, NS.
Em 1952, o navio foi transferido para a rota entre Gênova e Nova Iorque via Nápoles e Barcelona. A partir de 1953, ele era de propriedade direta da Home Lines. Em 1955 foi vendido à Società Italiana di Armamento (Sidarma), que o desmantelou em Trieste. O transatlântico tinha cinquenta anos na época e, além do Nomadic, era o último navio sobrevivente com alguma conexão com o incidente do Titanic, bem como o último ex-membro da Allan Line.